# Hawk HF
El Hawk HF, fabricado por Hawk Cars, es un kit car réplica del Lancia Stratos. 

## Motorización
El Hawk HF puede emplear diversos motores, cambiando la denominación del modelo.
- HF2000: Motor de Lancia Beta/Thema/Delta, de 2000 centímetros cúbicos, 8 o 16 válvulas, atmosférico, turbo o con compresor Volumex.
- HF2400: Motor de Ferrari Dino V6, 2400 centímetros cúbicos.
- HF2500: Motor Alfa Romeo V6 de 2500 centímetros cúbicos, del modelo Alfa Romeo 155.
- HF3000: Motor Alfa Romeo V6 de 3000 centímetros cúbicos, del modelo Alfa Romeo 164, de 12 o 24 válvulas.
- HF3000QV: Motor Ferrari Quattrovalvole de 3000 centímetros cúbicos.

Dado que se trata de un kit car, el propietario puede personalizar la motorización y escoger una distinta a las ofertadas, trabajando y personalizando los anclajes del chasis.

## Chasis
El chasis y los paneles de la carrocería están disponible asimismo en varias versiones, para reproducir el aspecto de la versión stradale (de calle) o bien las más conocidas Grupo 4 de competición, en sus dos variantes. La calidad y fidelidad de los paneles es tan alta que son adquiridos incluso por propietarios de los Stratos originales como piezas de recambio.
Por supuesto, al chasis deben ser añadidos el motor y elementos extraídos de otros automóviles, sobre todo del grupo Fiat, como los Fiat X1/9, Fiat 124 o Fiat 132. Estos elementos son principalmente radiador, luces, frenos o dirección, entre otros. El aspecto final es tan similar al de un auténtico Lancia Stratos, que sin mirar el motor, la forma más rápida de identificar a la réplica consiste en comprobar si el modelo tiene la dirección a la derecha, como es el caso de la gran mayoría de estas réplicas británicas, dado que todos los Stratos originales fueron construidos con la dirección a la izquierda.
La compañía japonesa Ataka Engineering, originalmente el distribuidor de Hawk Cars en Asia, pasó a construir directamente el modelo Hawk HF bajo pedido de sus clientes , empleando un motor Nissan y utillajes de Mazda para el resto de los componentes, como luces, frenos o dirección, entre otros. La denominación que emplean para sus modelos es AER HFR.